# 三立
株式会社三立（かぶしきがいしゃ さんりつ）は、東京都千代田区にある自動販売機に関わるパーツを専門に扱うメーカー。

## 主要製品
- 転倒防止用部材
- 設置部材
- ダミーラベル(ダミー缶)
- 自動販売機に関わるシール
- 自動販売機ラッピング
- 自動販売機に関わるPOP

## 事業所
〒101-0031 東京都千代田区東神田2丁目9-2 第二坂本ビル5階